# Labidesthes
Labidesthes is een monotypisch geslacht van straalvinnige vissen uit de familie van koornaarvissen (Atherinopsidae).

## Soort
- Labidesthes sicculus Cope, 1865